# Алексаненков Андрій Миколайович
Андрі́й Микола́йович Алекса́ненков (27 березня 1969, Москва, СРСР) — колишній радянський та український футболіст, що виступав на позиції захисника та півзахисника. Найбільш відомий завдяки виступам у складі київського «Динамо». Майстер спорту (1990). Після закінчення кар'єри гравця зайнявся тренерською діяльністю.

## Біографія
Андрій Алексаненков — вихованець московського футболу. Займався у СДЮШОР московського «Динамо» під керівництвом Геннадія Кузнєцова. Після закінчення футбольної школи у 1986 році почав залучатися до участі у матчах дублюючого складу, а згодом і команди «Динамо-2», що виступала у другій лізі чемпіонату СРСР. Незважаючи на те, що у складі резервістів Алексаненков був одним з основних гравців, за першу команду він жодного матчу так і не провів.
У 1990 році Андрій переходить до одного з найсильніших клубів радянського союзу — київського «Динамо». Того ж року він стає переможцем турніру дублерів у складі киян. Наступного року вже у складі основи «Динамо» разом з партнерами займає четверте місце у чемпіонаті СРСР. Найбільших успіхів у Києві Алексаненков досяг вже за часів незалежної України — у 1992 році динамівці отримали срібні нагороди, а наступного року зробили «золотий дубль», поклавши медалі за перше місце у Кубок України.
Травми не дозволяли Андрію розкрити потенціал у складі киян і 1994 він перейшов до харківського «Металіста», проте не провів у новому клубі жодного матчу, обмежившись перебуванням на лаві запасних в одному з поєдинків. Наступною командою Алексаненкова став СК «Миколаїв», у якому він провів доволі непоганий сезон.
У 1995 році футболіст вирушив до Росії, де приєднався до клубу «КАМАЗ-Чалли» (Набережні Човни), у складі якого виступав протягом двох чемпіонатів Росії, однак не награв навіть на чверть сотні матчів. У 1996 році Алексаненков через важку травму закінчив активні виступи у віці 27 років.
З 1997 року розпочав тренерсько-викладацьку діяльність у СДЮШОР «Трудові резерви» у Москві. З 2005 року працює у СДЮШОР «Буревісник».

## Досягнення
/  Динамо (Київ)
- Чемпіон України (1): 1992/93
- Срібний призер чемпіонату України (1): 1992
- Володар Кубка України (1): 1992/93
- Чемпіон СРСР серед дублерів (1): 1990